# Îles Davis
Ne doit pas être confondu avec Île Davis ou Terre de Davis.
Les îles Davis sont un groupe d'îles situées au nord-ouest des îles Kerguelen, à l'extrémité de la péninsule Loranchet, dans les Terres australes et antarctiques françaises (TAAF).

## Géographie

### Situation
Situé à l'extrémité nord-est de la péninsule Loranchet à l'entrée de la baie de Recques, le groupe des îles Davis est composé de trois îlots principaux et de quelques îlots rocheux et affleurements. Ils sont situés à 4 km dans le prolongement oriental de la presqu'île Rochegude – dont ils sont l'extension géologique – et à l'ouest des îles Leygues.

### Toponymie
Les îles prennent le nom de John E. Davis, second-maître du HMS Terror lors de l'Expédition Ross, menée par James Clark Ross, qui s'arrête aux Kerguelen en août 1840 pour des travaux sur le magnétisme terrestre. Il est attribué en 1874 par les membres de l'Expédition scientifique du HMS Challenger qui fait également étape dans l'archipel et le reporte sur la carte de l'amirauté la même année.

## Histoire

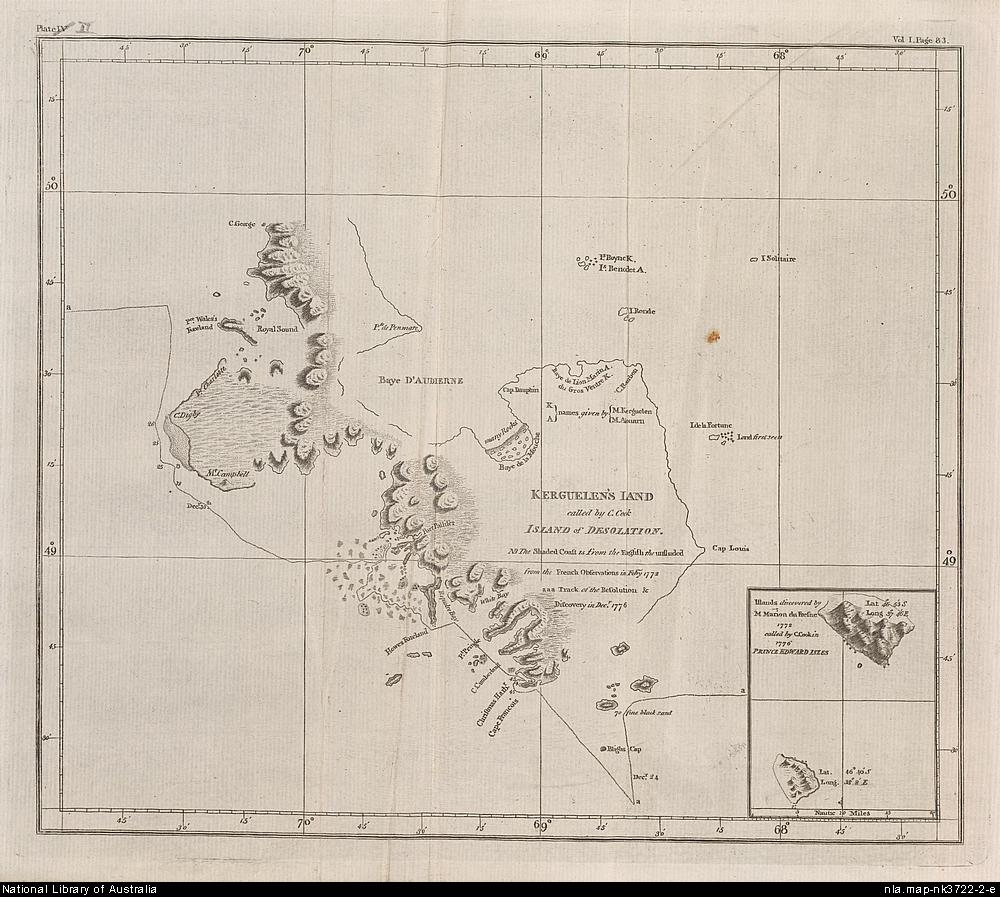
Carte de Cook (1784), les îles Davis sont en bas à gauche (les orientations N/S et E/O sont inversées).

Les îles Davies ont été aperçues la première fois au cours du second voyage d'Yves de Kerguelen dans l'archipel lors de son mouillage dans la baie de l'Oiseau. Le Britannique James Cook les note – sans les nommer – sur sa carte de 1784 qu'il lève du nord de l'archipel lors de son voyage aux « îles de la Désolation » en 1776 au cours duquel il passe à leur large en suivant la côte nord-est le long des baies et presqu'îles successives de la péninsule Loranchet.